# 모크자니 마하티르

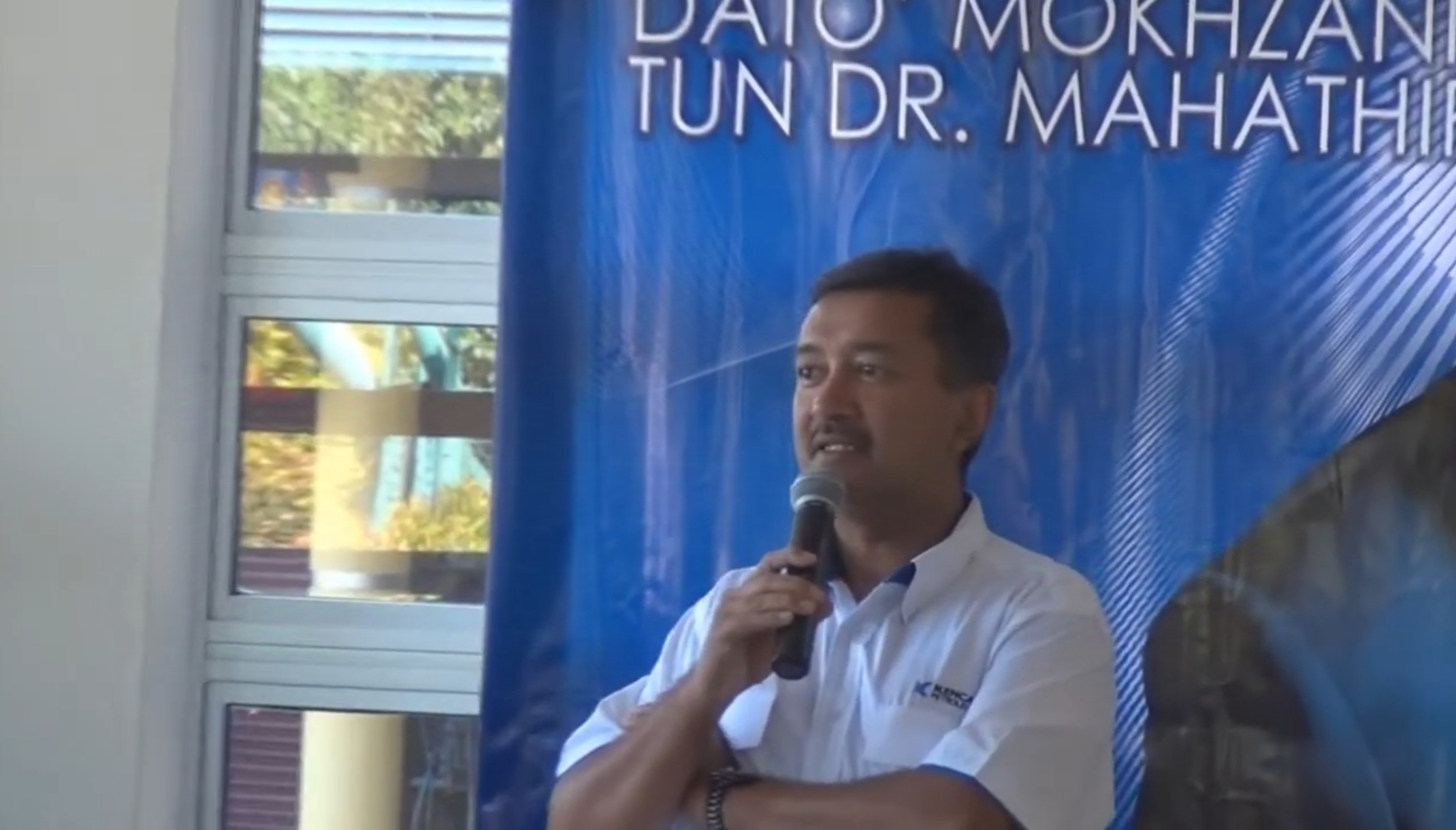
모크자니 마하티르

모크자니 마하티르(말레이어: Mokhzani Mahathir, 1961년 1월 2일 알로르스타르 ~ )는 말레이시아 전 총리 마하티르 빈 모하맛와 시티 하스마의 아들로 잠시 정계에 몸담았다가 사업을 위해 정계에서 은퇴했다.